# Station Trzcianka
Station Trzcianka is een spoorwegstation in de Poolse plaats Trzcianka.